# On ne change pas
On ne change pas — сборник лучших песен канадской певицы Селин Дион, выпущенный 30 сентября 2005 года на двух компакт-дисках. Это 22-й франкоязычный альбом и 33-й в общей сложности. Альбом содержит хиты номер один «Pour que tu m’aimes encore», «Je sais pas» и «Sous le vent» и такие редкие песни, как «Ma Nouvelle-France» и «Plus haut que moi». Пластинка содержит песни, записанные с 1981 до 2005 года, в том числе три новые песни: «Je ne vous oublie pas», «Tous les secrets» и «I Believe in You», дуэт с группой Il Divo. «Je ne vous oublie pas» достигла второго места в чартах Франции и получила статус серебряной. Два других сингла заняли 20-е и 30-е место, соответственно. Коммерчески, альбом достиг успеха, достигая первого места в альбомных чартах Франции и Валлонии и второго в Канаде и Швейцарии. On ne change pas стал трижды платиновым во Франции и Канаде, платиновым в Бельгии и золотым в Швейцарии с продажами более 1,5 млн копий по всему миру.

## Об альбоме
7 июля 2005 года на официальном сайте Селин, celinedion.com, появилось сообщение о том, что новый альбом, содержащий лучшие франкоязычные хиты, выйдет в октябре 2005 года. Компиляция их двух компакт-дисков On ne change pas должна была содержать также ранее неизданный материал, в том числе первый сингл, написанный Жаком Венерузо, «Je ne vous oublie pas». 22 августа был анонсирован треклист альбома и были объявлены даты релиза в Европе (3 октября 2005 года) и в Северной Америке (4 октября 2005 года). Однако, в некоторых европейских странах, On ne change pas был выпущен раньше, 30 сентября 2005 года. Музыкальное видео на песню «Je ne vous oublie pas» было представлено на ТВ 31 августа 2005 года. Клип был снят в Монреале 29 июля, режиссёром выступил Дидье Кербра, который работал с Дион над клипом «Contre nature» в 2004 году.

## Содержание
Лейбл Sony Music Entertainment выпустил различные версии альбома, но все они включали три новые песни: «Je ne vous oublie pas», «Tous les secrets» и «I Believe in You», дуэт с группой Il Divo. Стандартное издание было выпущено в двух-дисковом формате, специальное коллекционное издание содержало также дополнительный DVD с 30-ю минутами эксклюзивных фотографий и музыкальное видео «Je ne vous oublie pas». Североамериканское издание содержит франкоязычные хиты Дион 1990-х и 2000-х, но также сосредотачивается на её песнях 1980-х, которые сделали её звездой Квебека, начиная с её первого сингла «Ce n’etait qu’un reve». Европейское издание содержит прежде всего песни, ставшие популярными во Франции, а также некоторые редкие песни. Издание включает хиты «Pour que tu m’aimes encore», «Je sais pas», «Un garcon pas comme les autres (Ziggy)», «Tout l’or des hommes», «S’il suffisait d’aimer» и «D’amour ou d’amitie», а также хит #1 «Sous le vent», который до этого был доступен только на дебютном альбоме Гару, и «Ma Nouvelle-France», записанную для фильма 2004 года Новая Франция. В ноябре 2005 года в Европе и Канаде было выпущено специальное обновленное издание альбома, содержащее 3 компакт-диска и бонус-DVD в лонгбоксе. Издание включает 50 песен, записанных с 1981 года до 2005 года, в том числе все франкоязычные хиты Дион и различные раритетные песни. В конце марта 2006 года была выпущена однодисковая версия, включающая 19 хитов на компакт-диске. Видео-версия On ne change pas была выпущена на DVD в ноябре и содержала французские видеоклипы Дион и дополнительные материалы. В ноябре 2009 года было выпущено издание Best of — 3 CD, содержащее песни со специального издания On ne change pas.

## Промо
2 октября 2005 Дион появилась в канадской версии шоу Star Academy, где исполнила «Je ne vous oublie pas» в прямой трансляции с Лас-Вегаса вместе с участниками в студии. 11 декабря она исполнила «Je ne vous oublie pas» на канадском шоу L'école des fans, а также спела несколько дуэтов с детьми-участниками. Селин также посетила различные шоу во Франции в перерыве между концертами турне A New Day.... 7 октября она исполнила «Je ne vous oublie pas», а также свои старые хиты с конкурсантами «Pour que tu m'aimes encore» и «On ne change pas» на французской версии шоу Star Academy. Этот эпизод Star Academy стал самым просматриваемым во Франции в прайм-тайм, в среднем шоу посмотрело 7,820,800 зрителей, а во время выступления с «Pour que tu m'aimes encore» - 9,080,000. Дион исполнила «Je ne vous oublie pas» на Au Nom des Autres 10 октября и на Hit Machine 15 октября. 5 ноября она исполнила несколько песен на шоу Les 500 Choristes Ensemble, в том числе «Je ne vous oublie pas», «I Believe in You» с Il Divo, «S'il suffisait d'aimer», «Pour que tu m'aimes encore» и «L'envie» с Джонни Холлидеем. Программа стала самой просматриваемой во Франции в прайм-тайм, привлекая 7,870,720 зрителей. Некоторые песни Селин были представлены на альбомах Les 500 Choristes: 500 Choristes Avec.../Vol.1 (2005) и 500 Choristes Avec.../Vol.2 (2006). 5 декабря она спела «I Believe in You» с Il Divo на шоу Vivement Dimanche, а 27 декабря на Les Disques D'or - «Je ne vous oublie pas». Позже, 29 декабря на Symphonic Show она исполнила три своих песни: «Je ne vous oublie pas», «I Believe in You» с Il Divo и «Le blues du businessman». Наконец, 6 апреля 2006 года было показано выступление с «Tous les secrets» на Hit Machine, записанное в октябре 2005 года.

### Синглы
Первый сингл, «Je ne vous oublie pas», был выпущен на CD во Франции, Бельгии и Швейцарии 10 октября 2005 года, спустя неделю после релиза альбома. На CD были включены инструментальная версия песни и «Sous le vent», записанная с Les 500 Choristes. Сингл дебютировал на #2, оставшись позади песни Crazy Frog "Popcorn". «Je ne vous oublie pas» получила статус серебряной во Франции. Второй сингл, «Tous les secrets», был представлен в мультфильме Астерикс и викинги. Музыкальное видео с фрагментами из картины было выпущено 27 февраля 2006 года. CD-версия «Tous les secrets» была выпущена во франкоязычных странах Европы 13 марта 2006 года и содержала англоязычную версию песни под названием "Let Your Heart Decide". Обе версии были включены в саундтрек к фильму, а музыкальные видео на песни содержались на DVD Астерикс и викинги. "Tous les secrets" занял 20-ю строчку в чарте Франции. Третий сингл, «I Believe in You» (дуэт с Il Divo), был выпущена на CD во Франции и Швейцарии 1 мая 2006 года. Сингл содержал другую песню Il Divo, "Hasta Mi Final". Обе песни были представлены на их альбоме Ancora. Песня достигла #30 во Франции и в июне 2006 года была представлена на официальном альбоме Чемпионата мира по футболу 2006 под названием Voices from the FIFA World Cup. В январе 2006 песня также была выпущена в США как промосингл с Ancora и заняла 31-е место в чарте Billboard Hot Adult Contemporary Tracks.

## Отзывы

### Рецензии от критиков
Альбом был встречен положительными отзывами. Согласно Робу Тикстону с Allmusic, On ne change pas без сомнений является дополнительной частью к компиляции 1999 года All the Way... A Decade of Song. Дион накопила огромное количество франкоязычных хитов в пределах от танцевальных поп-песен до её знаковых, страстных, мелодраматических баллад. Незнакомым с этой частью её карьеры (или тем, кто не говорит на французском языке) этот альбом поможет глубже её творчество с новой стороны за короткий промежуток времени... Ну и ещё один плюс - несколько новых песен, в том числе её дуэт с Il Divo, "I Believe in You".

### Коммерческий успех
В Канаде альбом дебютировал на 2-м месте с продажами 34,000 копий, уступив первую строчку альбому Nickelback All the Right Reasons. На следующей неделе, оба альбома остались на своих местах, продажи On ne change pas составили 16,000 копий. В январе 2006 года альбом получил статус трижды платинового в Канаде с продажами 300,000 копий. Во Франции альбом дебютировал с первого места в чарте для компиляций с продажами 108,687 копий, установив рекорд для сборника хитов в стране. On ne change pas оставался на первой строчке в течение 7 недель подряд, став самым продаваемым сборником 2005 года во Франции. Альбом получил статус трижды платинового с продажами 610,578, на 4 января 2009 года. Альбом также занял первое место в Валлонии, где был сертифицирован как платиновый, и второе в Швейцарии, где стал золотым. Продажи On ne change pas во всем мире составляют 1.5 миллиона копий.

### Награды
В ноябре 2005 Селин была номинирована на NRJ Music Awards в категории Франкоязычная певица года. В феврале 2006 она была номинирована в категории Выбор фанатов на премии Джуно. В сентябре 2006 Селин была номинирована на премию Феликс в двух категориях: Певица года и Самая популярная песня года за "Je ne vous oublie pas".

## Список композиций

### Североамериканское издание
| №   | Название                                                         | Автор(ы)                                                                 | Producer(s)                             | Длительность |
| --- | ---------------------------------------------------------------- | ------------------------------------------------------------------------ | --------------------------------------- | ------------ |
| 1.  | «Je ne vous oublie pas»                                          | Jacques Veneruso                                                         | Veneruso, Patrick Hampartzoumian        | 3:35         |
| 2.  | «Tous les secrets»                                               | Kristian Lundin, Sebastian Thott, Didrik Thott, Carl Björsell, Veneruso  | Lundin                                  | 2:46         |
| 3.  | «Pour que tu m’aimes encore»                                     | Jean-Jacques Goldman                                                     | Goldman                                 | 4:14         |
| 4.  | «S'il suffisait d'aimer»                                         | Goldman                                                                  | Goldman                                 | 3:35         |
| 5.  | «Sous le vent» (дуэт с Гару)                                     | Veneruso                                                                 | Erick Benzi, Aldo Nova, Humberto Gatica | 3:32         |
| 6.  | «Tout l'or des hommes»                                           | Veneruso                                                                 | Benzi                                   | 3:01         |
| 7.  | «Je sais pas»                                                    | Goldman, J. Kapler                                                       | Goldman                                 | 4:32         |
| 8.  | «On ne change pas»                                               | Goldman                                                                  | Goldman                                 | 4:09         |
| 9.  | «J'irai où tu iras» (дуэт с Жан-Жаком Гольдманом)                | Goldman                                                                  | Goldman                                 | 3:26         |
| 10. | «Et je t'aime encore»                                            | Goldman, Kapler                                                          | Benzi                                   | 3:27         |
| 11. | «Destin»                                                         | Goldman                                                                  | Goldman                                 | 4:15         |
| 12. | «Je lui dirai»                                                   | Goldman                                                                  | Benzi                                   | 3:57         |
| 13. | «Les derniers seront les premiers» (дуэт с Жан-Жаком Гольдманом) | Goldman                                                                  | Goldman                                 | 3:32         |
| 14. | «Vole»                                                           | Goldman                                                                  | Goldman                                 | 2:57         |
| 15. | «Un garçon pas comme les autres (Ziggy)»                         | Luc Plamondon, Michel Berger                                             | Jannick Top, Serge Perathoner           | 2:58         |
| 16. | «L'amour existe encore»                                          | Plamondon, Riccardo Cocciante                                            | Top, Perathoner                         | 3:50         |
| 17. | «I Believe in You» (дуэт с Il Divo)                              | Jörgen Elofsson, Per Magnusson, David Kreuger, Matteo Saggese, Plamondon | Magnusson, Kreuger                      | 4:01         |

| №   | Название                          | Автор(ы)                                     | Producer(s)                    | Длительность |
| --- | --------------------------------- | -------------------------------------------- | ------------------------------ | ------------ |
| 1.  | «Je danse dans ma tête»           | Plamondon, Romano Musumarra                  | Musumarra                      | 4:12         |
| 2.  | «On traverse un miroir»           | Isa Minoke, Robert Lafond                    | Nova                           | 4:40         |
| 3.  | «Partout je te vois»              | Eddy Marnay, Nova                            | Nova                           | 4:09         |
| 4.  | «Le blues du businessman»         | Plamondon, Berger                            | Top, Perathoner                | 4:31         |
| 5.  | «Incognito»                       | Plamondon, Jean-Alain Roussel                | Roussel                        | 4:39         |
| 6.  | «Lolita (trop jeune pour aimer)»  | Plamondon, Daniel Lavoie                     | Roussel                        | 4:19         |
| 7.  | «Des mots qui sonnent»            | Plamondon, Nova, Marty Simon                 | Top, Perathoner                | 3:56         |
| 8.  | «La voix du bon Dieu»             | Marnay, Suzanne-Mia Dumont                   | Marnay, René Angélil           | 3:22         |
| 9.  | «D'amour ou d'amitié»             | Marnay, Jean Pierre Lang, Roland Vincent     | Marnay, Rudi Pascal            | 4:00         |
| 10. | «Mon ami m'a quittée»             | Marnay, Christian Loigerot, Thierry Geoffroy | Marnay, Pascal                 | 3:01         |
| 11. | «Tellement j'ai d'amour pour toi» | Marnay, Hubert Giraud                        | Marnay, Pascal                 | 2:58         |
| 12. | «Les chemins de ma maison»        | Marnay, Patrick Lemaitre, Alain Bernard      | Marnay, Pascal                 | 4:13         |
| 13. | «Mélanie»                         | Marnay, Diane Juster                         | Marnay, Pascal                 | 3:48         |
| 14. | «Une colombe»                     | Marcel Lefebvre, Paul Baillargeon            | Lefebvre, Baillargeon, Angélil | 3:13         |
| 15. | «Ma chambre»                      | Jean-Pierre Ferland, Daniel Mercure          | Roussel                        | 4:14         |
| 16. | «Ne partez pas sans moi»          | Nella Martinetti, Atilla Şereftuğ            | Şereftuğ, U. P. Keller         | 3:07         |
| 17. | «Fais ce que tu voudras»          | Marnay, René Grignon                         | Marnay                         | 3:43         |
| 18. | «Quand on n'a que l'amour» (live) | Jacques Brel                                 | Claude Lemay                   | 3:48         |
| 19. | «Ce n'était qu'un rêve»           | Thérèse Dion, Jacques Dion, Celine Dion      | Daniel Hétu, Angélil           | 3:49         |

| №  | Название                                    | Режиссёр            | Длительность |
| -- | ------------------------------------------- | ------------------- | ------------ |
| 1. | «Je ne vous oublie pas» (музыкальное видео) | Didier Kerbrat      | 3:54         |
| 2. | «Si Céline m'etait contee»                  | Laura Mayne-Kerbrat | 24:31        |

### Европейское / Японское издание
| №   | Название                                          | Автор(ы)                                         | Producer(s)              | Длительность |
| --- | ------------------------------------------------- | ------------------------------------------------ | ------------------------ | ------------ |
| 1.  | «Je ne vous oublie pas»                           | Veneruso                                         | Veneruso, Hampartzoumian | 3:35         |
| 2.  | «Tous les secrets»                                | Lundin, S. Thott, D. Thott, Björsell, Veneruso   | Lundin                   | 2:46         |
| 3.  | «Pour que tu m'aimes encore»                      | Goldman                                          | Goldman                  | 4:14         |
| 4.  | «S'il suffisait d'aimer»                          | Goldman                                          | Goldman                  | 3:35         |
| 5.  | «Sous le vent» (дуэт с Гару)                      | Veneruso                                         | Benzi, Nova, Gatica      | 3:32         |
| 6.  | «Tout l'or des hommes»                            | Veneruso                                         | Benzi                    | 3:01         |
| 7.  | «Je sais pas»                                     | Goldman, Kapler                                  | Goldman                  | 4:32         |
| 8.  | «On ne change pas»                                | Goldman                                          | Goldman                  | 4:09         |
| 9.  | «Dans un autre monde»                             | Goldman                                          | Goldman                  | 4:37         |
| 10. | «Un garçon pas comme les autres (Ziggy)»          | Plamondon, Berger                                | Top, Perathoner          | 2:58         |
| 11. | «L'amour existe encore»                           | Plamondon, Cocciante                             | Top, Perathoner          | 3:50         |
| 12. | «J'irai où tu iras» (дуэт с Жан-Жаком Гольдманом) | Goldman                                          | Goldman                  | 3:26         |
| 13. | «Et je t'aime encore»                             | Goldman, Kapler                                  | Benzi                    | 3:27         |
| 14. | «Vole»                                            | Goldman                                          | Goldman                  | 2:57         |
| 15. | «Je lui dirai»                                    | Goldman                                          | Benzi                    | 3:57         |
| 16. | «Quand on n'a que l'amour» (live)                 | Brel                                             | Lemay                    | 3:48         |
| 17. | «I Believe in You» (дуэт с Il Divo)               | Elofsson, Magnusson, Kreuger, Saggese, Plamondon | Magnusson, Kreuger       | 4:01         |

| №   | Название                                                         | Автор(ы)                    | Producer(s)      | Длительность |
| --- | ---------------------------------------------------------------- | --------------------------- | ---------------- | ------------ |
| 1.  | «Le ballet»                                                      | Goldman                     | Goldman          | 4:19         |
| 2.  | «Contre nature»                                                  | Veneruso                    | Benzi            | 4:10         |
| 3.  | «Je danse dans ma tête»                                          | Plamondon, Musumarra        | Musumarra        | 4:12         |
| 4.  | «Le blues du businessman»                                        | Plamondon, Berger           | Top, Perathoner  | 4:31         |
| 5.  | «Le loup, la biche et le chevalier (une chanson douce)»          | Maurice Pon, Henri Salvador | David Foster     | 3:13         |
| 6.  | «D'amour ou d'amitié»                                            | Marnay, Lang, Vincent       | Marnay, Pascal   | 4:00         |
| 7.  | «Mon ami m'a quittée»                                            | Marnay, Loigerot, Geoffroy  | Marnay, Pascal   | 3:01         |
| 8.  | «Les chemins de ma maison»                                       | Marnay, Lemaitre, Bernard   | Marnay, Pascal   | 4:13         |
| 9.  | «Ne partez pas sans moi»                                         | Martinetti, Şereftuğ        | Şereftuğ, Keller | 3:07         |
| 10. | «Je ne veux pas»                                                 | Marnay, Musumarra           | Musumarra        | 4:03         |
| 11. | «Zora sourit»                                                    | Goldman, Kapler             | Goldman          | 3:52         |
| 12. | «Destin»                                                         | Goldman                     | Goldman          | 4:15         |
| 13. | «Tellement j'ai d'amour pour toi»                                | Marnay, Giraud              | Marnay, Pascal   | 2:58         |
| 14. | «Ma Nouvelle-France»                                             | Plamondon, Patrick Doyle    | Christopher Neil | 3:11         |
| 15. | «Les derniers seront les premiers» (дуэт с Жан-Жаком Гольдманом) | Goldman                     | Goldman          | 3:32         |
| 16. | «Ce n'était qu'un rêve»                                          | T. Dion, J. Dion, C. Dion   | Hétu, Angélil    | 3:49         |

| №  | Название                                    | Режиссёр            | Длительность |
| -- | ------------------------------------------- | ------------------- | ------------ |
| 1. | «Je ne vous oublie pas» (Музыкальное видео) | Didier Kerbrat      | 3:54         |
| 2. | «Si Céline m'etait contee»                  | Laura Mayne-Kerbrat | 24:31        |

### Канадское / ЕвропейскоеL'intégraleиздание
Доступно на трёх CD и дополнительным DVD в лонгбоксе.
| №   | Название                                                | Автор(ы)                                         | Producer(s)              | Длительность |
| --- | ------------------------------------------------------- | ------------------------------------------------ | ------------------------ | ------------ |
| 1.  | «Je ne vous oublie pas»                                 | Veneruso                                         | Veneruso, Hampartzoumian | 3:35         |
| 2.  | «Tous les secrets»                                      | Lundin, S. Thott, D. Thott, Björsell, Veneruso   | Lundin                   | 2:46         |
| 3.  | «Sous le vent» (дуэт с Гару)                            | Veneruso                                         | Benzi, Nova, Gatica      | 3:32         |
| 4.  | «Tout l'or des hommes»                                  | Veneruso                                         | Benzi                    | 3:01         |
| 5.  | «Et je t'aime encore»                                   | Goldman, Kapler                                  | Benzi                    | 3:27         |
| 6.  | «Vole»                                                  | Goldman                                          | Goldman                  | 2:57         |
| 7.  | «Je lui dirai»                                          | Goldman                                          | Benzi                    | 3:57         |
| 8.  | «I Believe in You» (дуэт с Il Divo)                     | Elofsson, Magnusson, Kreuger, Saggese, Plamondon | Magnusson, Kreuger       | 4:01         |
| 9.  | «Ma Nouvelle-France»                                    | Plamondon, Doyle                                 | Neil                     | 3:11         |
| 10. | «Contre nature»                                         | Veneruso                                         | Benzi                    | 4:10         |
| 11. | «En attendant ses pas»                                  | Goldman                                          | Goldman                  | 4:07         |
| 12. | «Le loup, la biche et le chevalier (une chanson douce)» | Pon, Salvador                                    | Foster                   | 3:13         |
| 13. | «La mémoire d'Abraham»                                  | Goldman                                          | Goldman                  | 3:49         |
| 14. | «Le monde est stone»                                    | Plamondon, Berger                                | Top, Perathoner          | 3:40         |
| 15. | «Plus haut que moi» (дуэт с Марио Пельчатом)            | Marnay, Ken Cummings, Mark Blatte                | Nova, Tino Izzo          | 3:12         |
| 16. | «Terre»                                                 | Benzi                                            | Benzi                    | 4:17         |

| №   | Название                                                         | Автор(ы)               | Producer(s)     | Длительность |
| --- | ---------------------------------------------------------------- | ---------------------- | --------------- | ------------ |
| 1.  | «Pour que tu m'aimes encore»                                     | Goldman                | Goldman         | 4:14         |
| 2.  | «Le blues du businessman»                                        | Plamondon, Berger      | Top, Perathoner | 4:31         |
| 3.  | «Zora sourit»                                                    | Goldman, Kapler        | Goldman         | 3:52         |
| 4.  | «S'il suffisait d'aimer»                                         | Goldman                | Goldman         | 3:35         |
| 5.  | «Destin»                                                         | Goldman                | Goldman         | 4:15         |
| 6.  | «Les derniers seront les premiers» (дуэт с Жан-Жаком Гольдманом) | Goldman                | Goldman         | 3:32         |
| 7.  | «Elle» (live)                                                    | Marnay, Baillargeon    | Lemay           | 3:12         |
| 8.  | «Le ballet»                                                      | Goldman                | Goldman         | 4:19         |
| 9.  | «Des mots qui sonnent»                                           | Plamondon, Nova, Simon | Top, Perathoner | 3:56         |
| 10. | «On ne change pas»                                               | Goldman                | Goldman         | 4:09         |
| 11. | «Je sais pas»                                                    | Goldman, Kapler        | Goldman         | 4:32         |
| 12. | «Un garçon pas comme les autres (Ziggy)»                         | Plamondon, Berger      | Top, Perathoner | 2:58         |
| 13. | «Quand on n'a que l'amour» (live)                                | Brel                   | Lemay           | 3:48         |
| 14. | «Je danse dans ma tête»                                          | Plamondon, Musumarra   | Musumarra       | 4:12         |
| 15. | «L'amour existe encore»                                          | Plamondon, Cocciante   | Top, Perathoner | 3:50         |
| 16. | «Dans un autre monde»                                            | Goldman                | Goldman         | 4:37         |
| 17. | «Je ne veux pas»                                                 | Marnay, Musumarra      | Musumarra       | 4:03         |

| №   | Название                          | Автор(ы)                   | Producer(s)                    | Длительность |
| --- | --------------------------------- | -------------------------- | ------------------------------ | ------------ |
| 1.  | «Partout je te vois»              | Marnay, Nova               | Nova                           | 4:09         |
| 2.  | «Incognito»                       | Plamondon, Roussel         | Roussel                        | 4:39         |
| 3.  | «Lolita (trop jeune pour aimer)»  | Plamondon, Lavoie          | Roussel                        | 4:19         |
| 4.  | «La voix du bon Dieu»             | Marnay, Dumont             | Marnay, Angélil                | 3:22         |
| 5.  | «Mélanie»                         | Marnay, Juster             | Marnay, Pascal                 | 3:48         |
| 6.  | «Une colombe»                     | Lefebvre, Baillargeon      | Lefebvre, Baillargeon, Angélil | 3:13         |
| 7.  | «Ma chambre»                      | Ferland, Mercure           | Roussel                        | 4:14         |
| 8.  | «Fais ce que tu voudras»          | Marnay, Grignon            | Marnay                         | 3:43         |
| 9.  | «Ce n'était qu'un rêve»           | T. Dion, J. Dion, C. Dion  | Hétu, Angélil                  | 3:49         |
| 10. | «D'amour ou d'amitié»             | Marnay, Lang, Vincent      | Marnay, Pascal                 | 4:00         |
| 11. | «La religieuse»                   | Didier Barbelivien         | Barbelivien                    | 3:32         |
| 12. | «Mon ami m'a quittée»             | Marnay, Loigerot, Geoffroy | Marnay, Pascal                 | 3:01         |
| 13. | «Ne partez pas sans moi»          | Martinetti, Şereftuğ       | Şereftuğ, Keller               | 3:07         |
| 14. | «Les chemins de ma maison»        | Marnay, Lemaitre, Bernard  | Marnay, Pascal                 | 4:13         |
| 15. | «Trois heures vingt»              | Marnay, Lemaitre           | Marnay, Pascal                 | 3:41         |
| 16. | «Tellement j'ai d'amour pour toi» | Marnay, Giraud             | Marnay, Pascal                 | 2:58         |
| 17. | «Les oiseaux du bonheur»          | Marnay, André Popp         | Marnay, Pascal                 | 3:43         |

| №  | Название                              | Режиссёр            | Длительность |
| -- | ------------------------------------- | ------------------- | ------------ |
| 1. | «Je ne vous oublie pas» (music video) | Didier Kerbrat      | 3:54         |
| 2. | «Si Céline m'etait contee»            | Laura Mayne-Kerbrat | 24:31        |

### Канадское / Европейское однодисковое издание
| №   | Название | Автор(ы)                                         | Producer(s)              | Длительность |
| --- | --- | ------------------------------------------------ | ------------------------ | ------------ |
| 1.  | «Je ne vous oublie pas» | Veneruso                                         | Veneruso, Hampartzoumian | 3:35         |
| 2.  | «Tous les secrets» | Lundin, S. Thott, D. Thott, Björsell, Veneruso   | Lundin                   | 2:46         |
| 3.  | «Pour que tu m'aimes encore»                                                                                                   | Goldman                                          | Goldman                  | 4:14         |
| 4.  | «S'il suffisait d'aimer» | Goldman                                          | Goldman                  | 3:35         |
| 5.  | «Sous le vent» (дуэт с Гару)                                                                                                   | Veneruso                                         | Benzi, Nova, Gatica      | 3:32         |
| 6.  | «Tout l'or des hommes» | Veneruso                                         | Benzi                    | 3:01         |
| 7.  | «Je sais pas» | Goldman, Kapler                                  | Goldman                  | 4:32         |
| 8.  | «On ne change pas» | Goldman                                          | Goldman                  | 4:09         |
| 9.  | «Un garçon pas comme les autres (Ziggy)»                                                                                       | Plamondon, Berger                                | Top, Perathoner          | 2:58         |
| 10. | «L'amour existe encore» | Plamondon, Cocciante                             | Top, Perathoner          | 3:50         |
| 11. | «J'irai où tu iras» (дуэт с Жан-Жаком Гольдманом)                                                                              | Goldman                                          | Goldman                  | 3:26         |
| 12. | «Et je t'aime encore» | Goldman, Kapler                                  | Benzi                    | 3:27         |
| 13. | «I Believe in You» (дуэт с Il Divo)                                                                                            | Elofsson, Magnusson, Kreuger, Saggese, Plamondon | Magnusson, Kreuger       | 4:01         |
| 14. | «D'amour ou d'amitié» | Marnay, Lang, Vincent                            | Marnay, Pascal           | 4:00         |
| 15. | «Les derniers seront les premiers» (дуэт с Жан-Жаком Гольдманом)                                                               | Goldman                                          | Goldman                  | 3:32         |
| 16. | «Medley Starmania» ("Quand on arrive on ville/Les uns contre les autres/Le monde est stone/Naziland, ce soir on danse") (live) | Plamondon, Berger                                | Lemay                    | 6:33         |
| 17. | «Le blues du businessman» | Plamondon, Berger                                | Top, Perathoner          | 4:31         |
| 18. | «Quand on n'a que l'amour» (live)                                                                                              | Brel                                             | Lemay                    | 3:48         |
| 19. | «Ce n'était qu'un rêve» | T. Dion, J. Dion, C. Dion                        | Hétu, Angélil            | 3:49         |

## Чарты и сертификации
| Чарт (2005)                   | Место |
| ----------------------------- | ----- |
| Belgian Flanders Albums Chart | 33    |
| Belgian Wallonia Albums Chart | 1     |
| Canadian Albums Chart         | 2     |
| Dutch Albums Chart            | 59    |
| European Albums Chart         | 46    |
| Finnish Albums Chart          | 30    |
| French Compilations Chart     | 1     |
| German Albums Chart           | 72    |
| Greek Albums Chart            | 11    |
| Hungarian Albums Chart        | 80    |
| Italian Albums Chart          | 54    |
| Polish Albums Chart           | 19    |
| Quebec Albums Chart           | 1     |
| Swiss Albums Chart            | 2     |

| Страна      | Сертификация |
| ----------- | ------------ |
| Belgium     | Platinum     |
| Canada      | 3× Platinum  |
| France      | 3× Platinum  |
| Switzerland | Gold         |

| Чарт (2005)                   | Место |
| ----------------------------- | ----- |
| Belgian Wallonia Albums Chart | 4     |
| French Compilations Chart     | 1     |
| Swiss Albums Chart            | 60    |
| Чарт (2006)                   | Место |
| Belgian Wallonia Albums Chart | 62    |
| French Albums Chart           | 95    |

## Над альбомом работали
- Olivia Ada Seba – бэк-вокал
- F. Andresson – инженер, сведение материала
- R. Auclair – ассистент инженера
- Jean-Philippe Audin – виолончель
- J. Bengtsson – флейта
- M. Berntoft – гитара
- Carl Björsell – гитара, инженер, бэк-вокал
- Thierry Blanchard – струнные инструменты
- Nathalie Carlucci – альт
- Herve Cavelier – скрипка
- Marie-Céline Chroné – бэк-вокал
- H. Colau – бэк-вокал
- L. Colau – бэк-вокал
- Laurent Coppola – барабаны
- Hélène Corbellari – скрипка
- C. Dauphin – альт
- G. Feuillette – бэк-вокал
- Humberto Gatica – инженер
- Emmanuel Guerrero – пианино, струнные инструменты
- Patrick Hampartzoumian – продюсер, инженер, сведение материала
- Jean Marc Haroutiounian – барабаны
- Nana Hedin – бэк-вокал
- Florence Hennequin – виолончель
- Il Divo – вокал
- U. & H. Janson – дирижёры
- David Kreuger – продюсер, аранжировщик
- François Lalonde – ассистент инженера
- Kristian Lundin – продюсер, аранжировщик, сведение материала, бэк-вокал
- Per Magnusson – продюсер, аранжировщик, клавишные
- S. Makasso – бэк-вокал
- Z. Makasso – бэк-вокал
- C. Maubourguet – скрипка
- J. Mbida – бэк-вокал
- A. M. Rakotofiringa – бэк-вокал
- G. Seba – руководитель хора
- Michel L. Seba – бэк-вокал
- Stockholm Orchestra - оркестр
- Didrik Thott – бэк-вокал
- Sebastian Thott – гитара, инженер
- Jacques Veneruso – продюсер, гитара

## Релиз
| Регион | Дата              | Лейбл    | Формат  | № каталога         |
| ------ | ----------------- | -------- | ------- | ------------------ |
| Европа | 30 сентября, 2005 | Columbia | 2CD     | 82876726212        |
| Европа | 30 сентября, 2005 | Columbia | 2CD/DVD | 82876726222        |
| США    | 4 октября, 2005   | Epic     | 2CD     | E2K 97736          |
| Канада | 4 октября, 2005   | Columbia | 2CD     | 82876726242        |
| Канада | 4 октября, 2005   | Columbia | 2CD/DVD | 82876726252        |
| Европа | 18 ноября, 2005   | Columbia | 3CD/DVD | 82876740692        |
| Канада | 29 ноября, 2005   | Columbia | 3CD/DVD | 82876756772        |
| Japan  | 1 февраля, 2006   | Sony     | 2CD     | EICP-590～EICP-591 |
| Европа | 6 марта, 2006     | Columbia | CD      | 828267877327       |
| Канада | 4 апреля, 2006    | Columbia | CD      | 82876787732        |
| Европа | 23 ноября, 2009   | Columbia | 3CD     | 88697550862        |